# 1133 (szám)
Az 1133 (római számmal: MCXXXIII) az 1132 és 1134 között található természetes szám.

## A szám a matematikában
A tízes számrendszerbeli 1133-as a kettes számrendszerben 10001101101, a nyolcas számrendszerben 2155, a tizenhatos számrendszerben 46D alakban írható fel.
Az 1133 páratlan szám, összetett szám, félprím. Kanonikus alakja 111 · 1031, normálalakban az 1,133 · 103 szorzattal írható fel. Négy osztója van a természetes számok halmazán, ezek növekvő sorrendben: 1, 11, 103 és 1133.
Az 1133 huszonkét szám valódiosztó-összegeként áll elő, ezek közül legkisebb a 3387.

## Csillagászat
- 1133 Lugduna kisbolygó